# Ochthebius quadrifoveolatus
Ochthebius quadrifoveolatus är en skalbaggsart som beskrevs av Thomas Vernon Wollaston 1854. Ochthebius quadrifoveolatus ingår i släktet Ochthebius och familjen vattenbrynsbaggar. Inga underarter finns listade i Catalogue of Life.